# Foulenay
Foulenay település Franciaországban, Jura megyében. Lakosainak száma 83 fő (2022. január 1.). Foulenay Les Deux-Fays, Champrougier, La Chassagne, Chaumergy, Chemenot és Le Villey községekkel határos.

## Népesség
A település népességének változása:
| Lakosok száma | 118  | 83   | 93   | 79   | 81   | 84   | 84   | 79   | 80   | 83   |
|               | 1968 | 1982 | 1990 | 2006 | 2013 | 2015 | 2017 | 2019 | 2020 | 2022 |